# 4517 Ральфхарві
4517 Ральфхарві (4517 Ralpharvey) — астероїд головного поясу, відкритий 30 вересня 1975 року.
Тіссеранів параметр щодо Юпітера — 3,677.